# 井土ケ谷中町
井土ケ谷中町（いどがやなかまち）は、神奈川県横浜市南区の地名。「丁目」の設定のない単独町名である。住居表示未実施区域。

## 地理
南区の中央部に位置し、西に井土ケ谷上町、北に永田東、東に井土ケ谷下町、川を挟んで南に大橋町と接している。

### 河川
- 大岡川

## 歴史

### 沿革
- 1936年（昭和11年）11月1日 - 井土ケ谷町の一部を分離し、井土ケ谷中町を新設。横浜市中区井土ケ谷中町となる[6]。
- 1943年（昭和18年）12月1日 - 南区を新設し、横浜市南区井土ケ谷中町となる[7]。
- 1955年（昭和30年）3月31日 - 井土ケ谷中町の一部を井土ケ谷下町へ編入[8]。
- 1969年（昭和44年）10月1日 - 行政区再編成により、南区を再配置。横浜市南区井土ケ谷中町となる[9]。
- 1979年（昭和54年）7月23日 - 井土ケ谷中町の一部を永田東一丁目へ編入[10]。
- 1995年（平成7年）10月16日 - 井土ケ谷中町の一部を南太田四丁目へ編入[11]。

## 世帯数と人口
2025年（令和7年）6月30日現在（横浜市発表）の世帯数と人口は以下の通りである。
| 町丁         | 世帯数    | 人口    |
| ------------ | --------- | ------- |
| 井土ケ谷中町 | 2,596世帯 | 4,696人 |

### 人口の変遷
国勢調査による人口の推移。
| 年                 | 人口  |
| ------------------ | ----- |
| 1995年（平成7年）  | 3,207 |
| 2000年（平成12年） | 3,138 |
| 2005年（平成17年） | 4,411 |
| 2010年（平成22年） | 4,291 |
| 2015年（平成27年） | 4,239 |
| 2020年（令和2年）  | 4,385 |

### 世帯数の変遷
国勢調査による世帯数の推移。
| 年                 | 世帯数 |
| ------------------ | ------ |
| 1995年（平成7年）  | 1,474  |
| 2000年（平成12年） | 1,540  |
| 2005年（平成17年） | 2,025  |
| 2010年（平成22年） | 2,096  |
| 2015年（平成27年） | 2,144  |
| 2020年（令和2年）  | 2,230  |

## 学区
市立小・中学校に通う場合、学区は以下の通りとなる（2024年11月時点）。
| 番・番地等                                | 小学校                 | 中学校           |
| ----------------------------------------- | ---------------------- | ---------------- |
| 1〜42番地 46番地 57番地 59〜116番地       | 横浜市立大岡小学校     | 横浜市立南中学校 |
| 43〜45番地 47〜56番地 58番地 117〜163番地 | 横浜市立井土ケ谷小学校 | 横浜市立南中学校 |

## 事業所
2021年（令和3年）現在の経済センサス調査による事業所数と従業員数は以下の通りである。
| 町丁         | 事業所数  | 従業員数 |
| ------------ | --------- | -------- |
| 井土ケ谷中町 | 139事業所 | 1,184人  |

### 事業者数の変遷
経済センサスによる事業所数の推移。
| 年                 | 事業者数 |
| ------------------ | -------- |
| 2016年（平成28年） | 111      |
| 2021年（令和3年）  | 139      |

### 従業員数の変遷
経済センサスによる従業員数の推移。
| 年                 | 従業員数 |
| ------------------ | -------- |
| 2016年（平成28年） | 1,067    |
| 2021年（令和3年）  | 1,184    |

## 交通

### 鉄道
- 京浜急行電鉄本線
  - 井土ヶ谷駅

### 道路
- 神奈川県道218号弥生台桜木町線

## 施設
- 南警察署 井土ヶ谷交番
- サミットストア 井土ヶ谷店[21]

## その他

### 日本郵便
- 郵便番号 : 232-0052[3]（集配局：横浜南郵便局[22]）

### 警察
町内の警察の管轄区域は以下の通りである。
| 番・番地等 | 警察署   | 交番・駐在所 |
| ---------- | -------- | ------------ |
| 全域       | 南警察署 | 井土ケ谷交番 |